# Symfonie nr. 1 (Prokofjev)
Symfonie nr. 1 in D majeur, opus 25, ook wel De Klassieke is Sergej Prokofjevs eerste symfonie. Prokofjev begon met schrijven in 1916, hoewel hij het grootste deel van de symfonie in 1917 schreef. De symfonie ging in première op 21 april 1918 te Petrograd. Prokofjev dirigeerde zelf.
Het werk bestaat uit vier delen:
1. Allegro
2. Larghetto
3. Gavotta: Non troppo allegro
4. Finale: Molto vivace

## Geschiedenis
Prokofjev schreef de symfonie tijdens een vakantie op het platteland als oefening om te componeren zónder gebruik te maken van de piano, tegen zijn gewoonte in om aan de piano een stuk te componeren. Prokofjev hield hier eerder aan vast, daar hij immers een zeer begaafd pianist was. 

De symfonie klinkt als een anachronisme. Prokofjev wilde een symfonie schrijven waarvan men zou zeggen dat deze geschreven zou zijn door Joseph Haydn, maar dan wel in de 20e eeuw. Naast de muziek is ook de orkestbezetting gebaseerd op een orkest uit de 18e eeuw. Prokofjev kreeg het idee voor deze symfonie toen tijdens zijn studie aan het conservatorium, zijn leraar Sergej Tanejev hem voorbereidde om muziekwerken van Haydn te dirigeren. Prokofjev gaf de symfonie de titel De Klassieke omdat hij het werk als een echt klassiek muziekstuk zag.

## Stijl
Sommigen delen deze compositie qua stijl in bij het neoclassicisme, een stroming binnen de 20e-eeuwse muziekperiode. Dit wordt door anderen tegengesproken. Aangezien de componist de intentie had een muziekstuk te componeren op basis van de muziekstijl van de 18e eeuw, met daarbij eigentijdse toepassingen is er eerder sprake van een voorloper. Later toen het neoclassicisme zich verder ontwikkelde, schreef men eigentijdse muziek, met daarin "klassieke" elementen verwerkt; het "echte" neoclassicisme. Prokofjev heeft dus een 18e-eeuwse symfonie opgeleverd, die met name door zijn plotselinge muzikale wendingen toch 20e-eeuwse elementen bevat. Ook het karakter van de componist zit natuurlijk in het werk.